# Phylica lanata
Phylica lanata är en brakvedsväxtart som beskrevs av Neville Stuart Pillans. Phylica lanata ingår i släktet Phylica och familjen brakvedsväxter. Inga underarter finns listade i Catalogue of Life.